# Terra Soft
Terra Soft är ett amerikanskt företag som är känt för sin variant av Linux som bär namnet Yellow Dog. Terra Soft avsåg att bygga och demonstrera en superdator innan årsskiftet 2006/2007. Superdatorn byggdes med hjälp av ett stort antal Playstation 3-liknande enheter. Terra Soft är numera uppköpt av Fixstar Solutions som i huvudsak utvecklar och tillhandahåller liknande produkter och tjänster.